# Heringita heringi
Heringita heringi is een vlinder uit de familie dominomotten (Autostichidae). De wetenschappelijke naam is voor het eerst geldig gepubliceerd in 1953 door Agenjo.
Deze vlinder komt voor in Europa.